# توفيق بكار (اقتصادي)
توفيق بكار، ولد في 4 جويلية 1950 بشنني قرب مدينة تطاوين، خبير اقتصادي وسياسي تونسي.

## مساره المهني
حاصل على الأستاذية في العلوم الاقتصادية عام 1972 وعلى دبلوم المدرسة الوطنية للإدارة بتونس. سمي في عام 1986 مديرا عاما للموارد البشرية في وزارة التخطيط والمالية. وفي عام 1988 اشتغل مديرا لديوان التكوين المهني والتشغيل. وفي عام 1992 سمي مديرا ملحقا بالجمعيات السنوية للبنك العالمي ثم رئيسا للوكالة العربية للاستثمار والتنمية الفلاحية.

## في السياسة
في عام 1995 سمي وزيرا للتنمية الاقتصادية، ثم بداية من أفريل 1999 وزيرا للمالية. وفي جانفي 2004، سمي على رأس البنك المركزي التونسي حيث بقي إلى أن أزيح عنه بعيد الثورة وتحديدا يوم 17 جانفي 2011.